# Alt om min mor
Alt om min mor (originaltitel: spansk: Todo sobre mi madre) er en komedie-dramafilm fra 1999 skrevet og instrueret af Pedro Almodóvar og med Cecilia Roth, Marisa Paredes, Candela Peña, Antonia San Juan, Penélope Cruz, Rosa Maria Sardà og Fernando Fernán Gómez i hovedrollerne.
Handlingen er baseret på Almodóvars tidligere film Min hemmeligheds blomst (1995), om en lægestuderende, der bliver trænet i, hvordan man kan overtale sørgende pårørende til at tillade organer at blive brugt til transplantation, med fokus på moderen til en teenager, der blev dræbt i en trafikulykke. Alt om min mor beskæftiger sig med komplekse problemstillinger som AIDS, kønsidentitet, homoseksualitet, tro og eksistentialisme.
Filmen var en succes hos anmeldere og hos publikum kommerciel og vandt en Oscar for bedste fremmedsprogede film foruden en Golden Globe for bedste fremmedsprogede film og BAFTA-priserne for bedste ikke-engelske film og bedste instruktion. Filmen vandt også seks Goya-priser inklusive bedste film, bedste instruktør og bedste skuespillerinde (Roth).

## Medvirkende
- Cecilia Roth som Manuela Echevarria
- Marisa Paredes som Huma Rojo
- Candela Peña som Nina Cruz
- Antonia San Juan som Agrado
- Penélope Cruz som Rosa
- Rosa Maria Sardà som Rosas mor
- Fernando Fernán Gómez som Rosas far
- Eloy Azorín som Esteban Echevarria
- Toni Cantó som Lola